# Prix d'honneur des lettres catalanes
Le Prix d'honneur des Lettres Catalanes (en catalan : Premi d'honor de les lletres catalanes) est un prix littéraire annuel créé en 1969 par l'Òmnium Cultural, association culturelle catalane. 
Il récompense toute personne qui par son œuvre littéraire ou scientifique rédigée en langue catalane, et par l’importance et l’exemplarité de son activité intellectuelle, a contribué de manière notable et continue à la vie culturelle des Pays catalans, indépendamment de sa nationalité,.

## Présentation
Ce prix est doté de 30 000 euros et ne peut être partagé par plusieurs personnes. Il est remis en juin de chaque année par un jury de 9 personnes au Palais de la musique catalane lors d'un événement public.

## Liste des lauréats
- 1969 - Jordi Rubió i Balaguer (ca) (historiographe et biologiste)
- 1970 - Pere Quart (poète)
- 1971 - Francesc de Borja Moll i Casasnovas (philologue et éditeur)
- 1972 - Salvador Espriu i Castelló (écrivain)
- 1973 - Josep Vicenç Foix (poète, journaliste et essayiste)
- 1974 - Manuel Sanchis i Guarner (philologue et historien)
- 1975 - Joan Fuster (écrivain)
- 1976 - Pau Vila i Dinarès (ca) (géographe et pédagogue)
- 1977 - Miquel Tarradell (archéologue)
- 1978 - Vicent Andrés Estellés (poète)
- 1979 - Manuel de Pedrolo i Molina (écrivain)
- 1980 - Mercè Rodoreda i Gurguí (écrivaine)
- 1981 - Josep Maria de Casacuberta (philologue et éditeur)
- 1982 - Josep Maria Llompart de la Peña (écrivain)
- 1983 - Ramon Aramon i Serra (philologue)
- 1984 - Joan Coromines i Vigneaux (philologue)
- 1985 - Marià Manent i Cisa (ca) (écrivain)
- 1986 - Pere Calders (écrivain)
- 1987 - Enric Valor i Vives (grammairien et écrivain)
- 1988 - Xavier Benguerel i Llobet (écrivain)
- 1989 - Marià Villangómez Llobet (ca) (écrivaine)
- 1990 - Miquel Batllori i Munné (ca) (historien)
- 1991 - Miquel Martí i Pol (poète)
- 1992 - Joan Triadú i Font (ca) (pédagogue)
- 1993 - Tomàs Garcés i Miravet (poète)
- 1994 - Jordi Sarsanedas i Vives (ca) (écrivain)
- 1995 - Antoni Cayrol / Jordi-Pere Cerdà (poète)
- 1996 - Josep Benet i Morell (historien)
- 1997 - Avel·lí Artís-Gener (ca) (écrivain)
- 1998 - Joaquim Molas i Batllori (ca) (historien)
- 1999 - Josep Palau i Fabre (poète et essayiste)
- 2000 - Josep Vallverdú i Aixalà (ca) (écrivain et pédagogue)
- 2001 - Teresa Pàmies i Bertran (écrivain)
- 2002 - Josep Maria Espinàs (écrivain)
- 2003 - Antoni Maria Badia i Margarit (philologue)
- 2004 - Joan Francesc Mira (écrivain)
- 2005 - Feliu Formosa i Torres (ca) (écrivain, traducteur et metteur en scène)
- 2006 - Josep Termes Ardèvol (historien)
- 2007 - Baltasar Porcel Pujol (écrivain)
- 2008 - Montserrat Abelló i Soler (poétesse et traductrice)
- 2009 - Joan Solà i Cortassa (philologue)
- 2010 - Jaume Cabré i Fabré (écrivain)
- 2011 – Albert Manent i Segimon (ca) (philologue, historien et écrivain)
- 2012 - Josep Massot i Muntaner (ca) (philologue, historien et éditeur)[3]
- 2013 - Josep Maria Benet i Jornet (dramaturge et scénariste)[4]
- 2014 - Raimon (cantautor)[5]
- 2015 - Joan Veny (philologue et dialectologue)[6]
- 2016 - Maria Antònia Oliver (romancière et traductrice)[7]
- 2017 - Isabel-Clara Simó i Monllor (prosatrice, dramaturge et journaliste)[8]
- 2018 - Quim Monzó (écrivain)[9]
- 2019 - Marta Pessarrodona i Artigues (ca) (poétesse et écrivaine)[10]
- 2020 - Enric Casasses (poète)[11]
- 2021 - Maria Barbal (écrivain)
- 2022 – Antònia Vicens i Picornell (écrivain).
- 2023 – Josep Piera i Rubió (poète, conteur et traducteur).
- 2024 – Albert Jané i Riera (écrivain, linguiste, traducteur et directeur de revue).